# Magnolia zenii
Magnolia zenii är en magnoliaväxtart som beskrevs av Wan Chun Cheng. Magnolia zenii ingår i släktet Magnolia och familjen magnoliaväxter. Inga underarter finns listade i Catalogue of Life.

## Bildgalleri

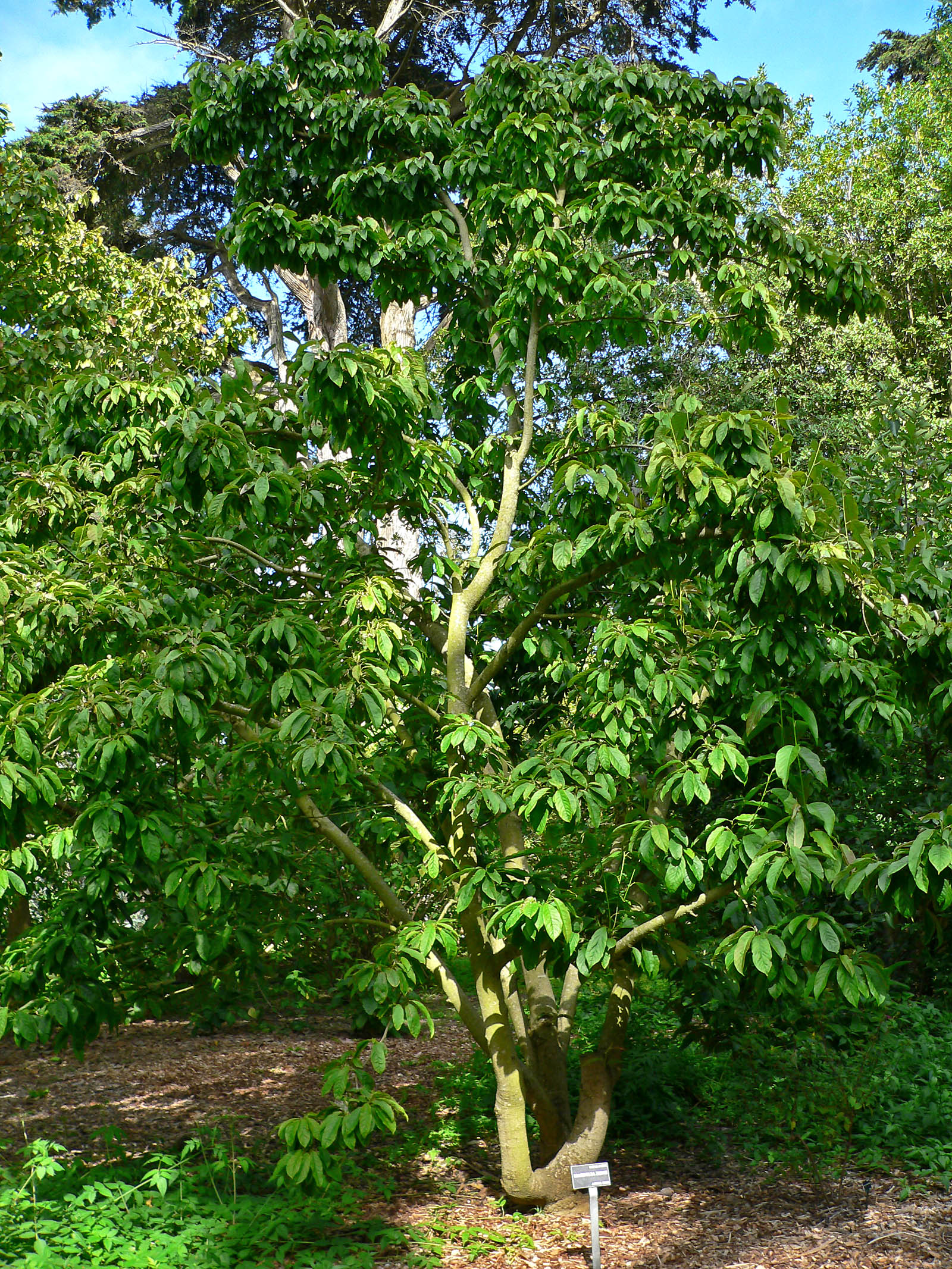
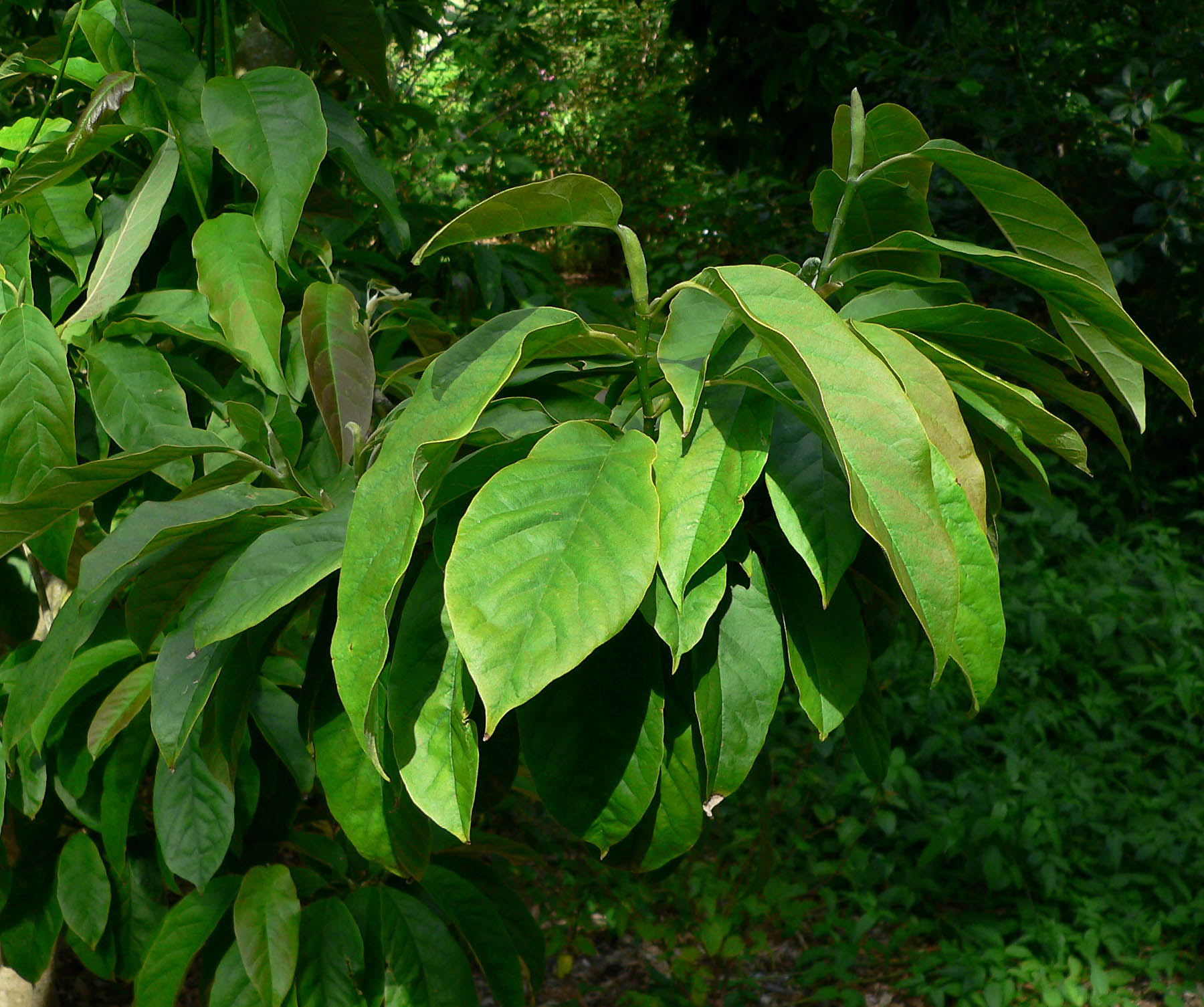